# 中原中也

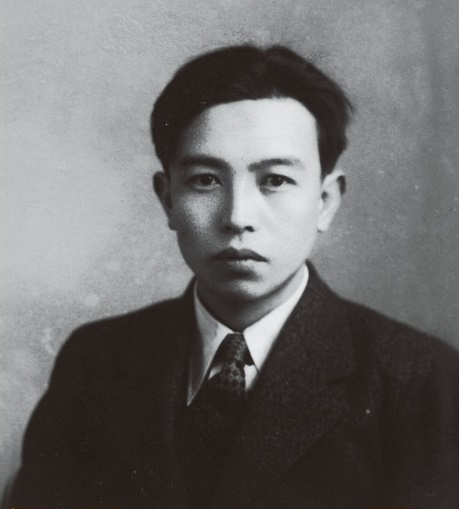
中原中也（1936年）

中原中也（日语：／ Nakahara Chūya，1907年4月29日—1937年10月22日）是一名日本詩人、歌人、翻譯，山口縣人。舊姓柏村，因過繼母系，改為中原，東京外國語學校（今東京外國語大學）専修科法語部毕业。

## 生涯
1907年4月29日中也於山口市湯田温泉出生。父親為軍醫軍官柏村謙助，與中原福成婚之後，成為中原家的婿養子，故改姓中原。謙助後自行開業，成為一般醫師，在地方上享有名望，曾被選為議員。

8歲時為了給病逝的弟弟作悼念詩，中也開始了詩生涯。他從小便展現了他優秀的詩歌才能。

中原中也幼時被視為神童，故家中對中也管教甚嚴，1921年被送至淨土真宗寺廟帶髮修行。

初中三年級時转学到京都立命館中學，並開始接觸和法国象徵派的诗與達達主義，鑽研叔本華、尼采思想，與此同時，中也與女演员長谷川泰子相戀並同居，長谷川泰子後來也與他的好友小林秀雄發生感情，最後泰子選擇了小林，但中也與小林的友情依然不變。

1934年，中也出版了第一部诗集《山羊之歌》，其中收錄了他最著名的詩作《污濁了的憂傷之中》。他的情敵兼好友小林秀雄在文學界奔走，為其推薦。

1936年中也的長子文也因結核病逝世，讓中也大受打擊，並患上了神經衰弱。

1937年10月22日在鎌倉因結核性腦膜炎過世，得年30歲。第二年他的詩集《往日之歌》由小林秀雄出版。他留下350篇以上的作品，在1945年日本二戰投降以後受到很大的歡迎。許多公司出版了他的數十首詩和全集。他的作品也包括在許多詩歌選集中，並已在國外受到介紹。這些年來，他的作品廣受讚譽，如今，他已成為日本現代文學的抒情詩人代表之一。此外中也也翻譯了法國詩人兰波的詩集。

中原中也一生沒有作過正職工作，大多靠家裏的經濟支援，但中也死前向母親說道：「您總有一天會知道其實我是孝子。」

## 紀念
在山口縣山口市的湯田溫泉，設有中原中也紀念館，收藏其遺物及手稿，並對外開放參觀。該館館址原本是中原中也一家居住的住宅，也是其父親開業的醫院所在地，1972年火災而燒燬，其後改建為紀念館於1994年開館。1998年由建設省（今 國土交通省）入選為公共建築百選。

## 軼聞
- 中原中也本人對他的代表作《馬戲團》十分自信，經常在第一次見面的人面前大聲朗讀這首詩。
- 太宰治曾經邀請中也和檀一雄創辦同人誌「青花」(「青い花」)。在東中野的居酒屋喝酒時，中也稱第一次見面的太宰「擺著一副青花魚漂浮在空中般的表情」。還問太宰「你喜歡什麼花?」。太宰露出一副似乎快哭出來的樣子，回答「桃、花。」

## 著作

##### 詩集
- 《山羊之歌》（山羊の歌）（文圃堂、1934年）
- 《往日之歌》（在りし日の歌）（創元社、1938年）

##### 翻譯
- 《蘭波詩集（學生時代的詩）》(『ランボオ詩集（学校時代の詩）』)（三笠書房、1933年）
- 《蘭波詩抄》(『ランボオ詩抄』)（山本書店〈山本文庫17〉、1936年）
- 《蘭波詩集》(『ランボオ詩集』)（野田書店、1937年）

##### 全集
- 『中原中也全集』（全3巻、創元社、1951年）
- 『中原中也全集』（全1巻、角川書店、1960年）

## 關連人物
- 小林秀雄
- 高田博厚
- 河上徹太郎（日语：河上徹太郎）
- 富永太郎
- 正岡忠三郎
- 諸井三郎
- 中村稔
- 秋山駿
- 樋口覺
- 佐佐木幹郎
- 北川透
- 長谷川泰子
- 坂口安吾
- 太宰治
- 檀一雄

## 外部連結
- （日語） 中原中也記念館 （页面存档备份，存于）
- （日語） 中原中也とダダイズム、京都時代（页面存档备份，存于）
- （日語） 作家別作品リスト：中原 中也（页面存档备份，存于），青空文庫裡中原中也的作品。